# Energylandia
Energylandia — це парк розваг у Польщі. Він розташований у Заторі в Малопольскому воєводстві. Це приблизно 50 км від Кракова і 400 км від Варшави. Energylandia є найбільшим парком розваг у країні, 74 га.

## Історія
Відкриття Енерджиландії відбулося 14 липня 2014 р. На час відкриття в парку було 44 атракціони.
У 2015 році було відкрито три великі американські гірки: Śmiejżelki Energuś, RMF Dragon та Mayan та аквапарк.
В 2017 році побудовано декілька водних атракціонів.
14 липня 2018 року було відкрито гірки Pepsi Hyperion, Speed та Бумеранг.
20 липня 2019 року відбулося тестове відкриття Dragon Zone разом з гірками Frida та Draken. 22 серпня було відкрито американську гірку Zadra.
26 листопада парк офіційно оголосив про будівництво пʼятої зони - Aqualantis і нової великої американської гірки - Abyssus.
В липні 2020 року відкриття нової зони було перенесено на 2021 рік через пандемію COVID-19.
5 липня 2021 року було відкрито зону Tropic Island аквапарку.
Пробне відкриття Aqualantis відбулося 10 липня, офіційне ж - 14 липня 2021 року.
22 листопада 2021 року було офіційно оголошено про будівництво шостої тематичної зони - Sweet Valley.
28 червня відбулося відкриття колеса огляду Wonder Wheel та четвертої зони аквапарку Bamboo Bay.
27 квітня 2024 року було відкрито шосту тематичну зону Sweet Valley.

## Атракціони
У парку є 133 атракціони, включаючи американські гірки, водні атракціони, каруселі, та інші. Парк поділяється на шість зон та аквапарк.

### Байколандія
Зона, орієнтована на наймолодшу аудиторію. В зоні знаходиться 20 атракціонів.
| Номер | Назва              | Тип                                      | Деталі                                                                                         | Рік відкриття |
| ----- | ------------------ | ---------------------------------------- | ---------------------------------------------------------------------------------------------- | ------------- |
| 23    | Śmiejżelki Energuś | Американські гірки                       | Виробник: Vekoma Максимальна висота: 13 метрів Максимальна швидкість: 50 км/год Довжина: 335 м | 2015          |
| 24    | Farma Krasnali     | Трековий атракціон                       | Виробник: SBF                                                                                  |               |
| 25    | Super Pompa        | Карусель, інтерактивний водний атракціон | Виробник: SBF                                                                                  |               |
| 26    | Sissi              | Карусель                                 | Виробник: SBF                                                                                  |               |
| 27    | Arctic Fun         | Атракціон                                | Виробник: Visa Rides                                                                           |               |
| 28    | WRC Auto Zderzaki  | Автодром                                 | Виробник: Visa Rides                                                                           | 2014          |
| 29    | Острів Скарбів     | Водний атракціон                         | Виробник: Visa Rides                                                                           |               |
| 30    | Leoś               | Карусель                                 | Виробник: SBF                                                                                  |               |
| 32    | Jeep Safari        | Трековий атракціон                       | Виробник: SBF                                                                                  |               |
| 33    | Latające Huśtawki  | Атракціон                                | Виробник: SBF                                                                                  |               |
| 83    | Podniebne Statki   | Чортове колесо                           | Виробник: SBF                                                                                  |               |
| 84    | Crazy Clown        | Карусель                                 | Виробник: Visa Rides                                                                           |               |
| 85    | Acrobatic Show     | Карусель                                 | Виробник: Visa Rides                                                                           |               |
| 86    | Magic Fly          | Трековий атракціон                       | Виробник: SBF                                                                                  |               |
| 87    | Air Show           | Трековий атракціон                       | Виробник: Visa Rides                                                                           |               |
| 88    | Crazy Bus          | Атракціон                                | Виробник: SBF                                                                                  |               |
| 89    | Circus Coaster     | Американська гірка                       | Виробник: Visa Rides Максимальна швидкість: 12 км/год Довжина: 32 м                            | 2017          |
| 90    | Circus Drift       | Карусель                                 | Виробник: SBF                                                                                  |               |
| 91    | Funny Cars         | Карусель                                 | Виробник: Visa Rides                                                                           |               |
| 92    | Happy Loops        | Американська гірка                       | Виробник: Visa Rides Максимальна висота: 7 м Максимальна швидкість: 30 км/год Довжина: 90 м    | 2017          |

### Сімейна зона
Зона, розрахована на усі вікові категорії. В зоні знаходиться 14 атракціонів.

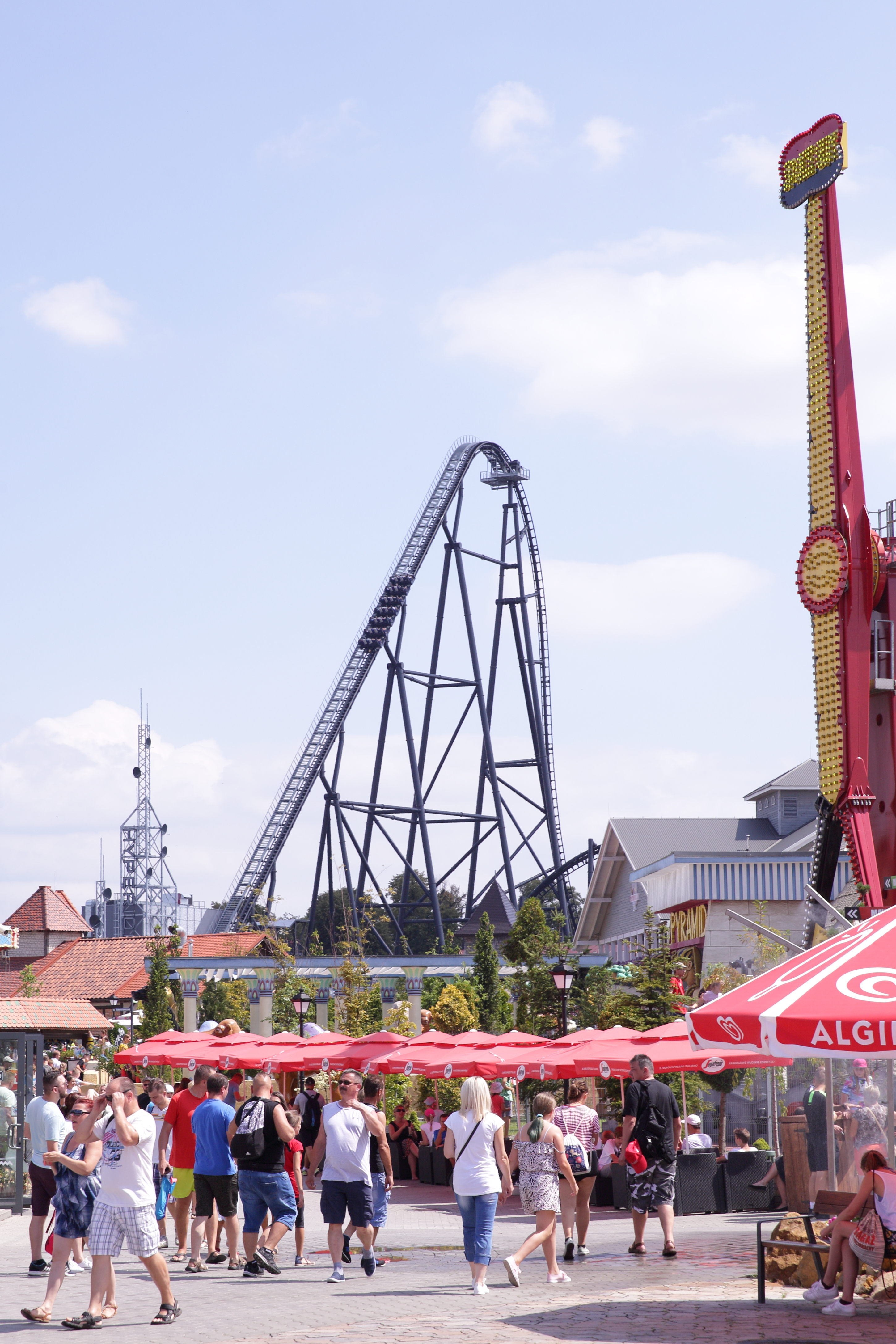
Pepsi Hyperion

| Номер | Назва                                | Тип                                  | Деталі                                                                                                   | Рік відкриття |
| ----- | ------------------------------------ | ------------------------------------ | --- | ------------- |
| 34    | RMF Dragon                           | Американські гірки                   | Виробник: Vekoma Максимальна швидкість: 75 км/год Максимальна висота: 20 м Довжина: 453 м                | 2015          |
| 35    | Formula Autodrom                     | Автодром                             | Виробник: SBF Visa Group                                                                                 |               |
| 36    | Monster House                        | Будинок жахів                        | Виробник: SBF Visa Group                                                                                 |               |
| 37    | Марс                                 | Американські гірки                   | Виробник: SBF Visa Group Максимальна висота: 6 м Максимальна швидкість: 24,7 км/год Довжина треку: 150 м | 2014          |
| 38    | Літачки                              | Трековий атракціон                   | Виробник: SBF Visa Group Довжина: 216 м Швидкість: 5,5 км/год                                            |               |
| 39    | Frutti Loop                          | Американські гірки                   | Виробник: SBF Visa Group Максимальна висота: 3,7 м Максимальна швидкісь 20 км/год Довжина треку: 90 м    | 2014          |
| 40    | Toffifee Kopalnia Złota (Flume Ride) | Водний атракціон                     | Виробник: SBF Visa Group Максимальна висота: 12 м Максимальна швидкість: 30 км/год Довжина треку: 180 м  | 2014          |
| 41    | Splash Battle                        | Інтерактивний водний атракціон       | Виробник: SBF Visa Group Довжина: 220 м                                                                  | 2014          |
| 42    | Atlantis                             | Водний атракціон                     | Виробник: SBF Visa Group Швидкість: 5,8 км/год Довжина: 500 м                                            | 2014          |
| 95    | Viking Ride                          | Водний атракціон                     | Виробник: Technoform Швидкість: 3 км/год Довжина треку: 334 м                                            |               |
| 96    | Jungle Adventure                     | Водний атракціон                     | Виробник: Intamin Максимальна швидкість: 20 км/год Довжина треку: 486                                    | 2017          |
| 97    | Anaconda                             | Американські гірки, водний атракціон | Виробник: Intamin Максимальна швидкість: 55 км/год Довжина треку: 497 м                                  | 2017          |
| 98    | Бумеранг                             | Шатлові американські гірки           | Виробник: Vekoma Максимальна висота: 25 м Максимальна швидкість: 70 км/год Довжина треку: 200 м          | 2018          |
| 99    | Swiss Water Cups                     | Водний атракціон, трековий атракціон | Виробник: Technoform Швидкість: 3 км/год Довжина треку: 320 м                                            |               |

### Екстремальна зона
Зона з десятьма екстремальними атракціонами.
| Номер | Назва          | Тип                                  | Деталі | Рік відкриття |
| ----- | -------------- | ------------------------------------ | --- | ------------- |

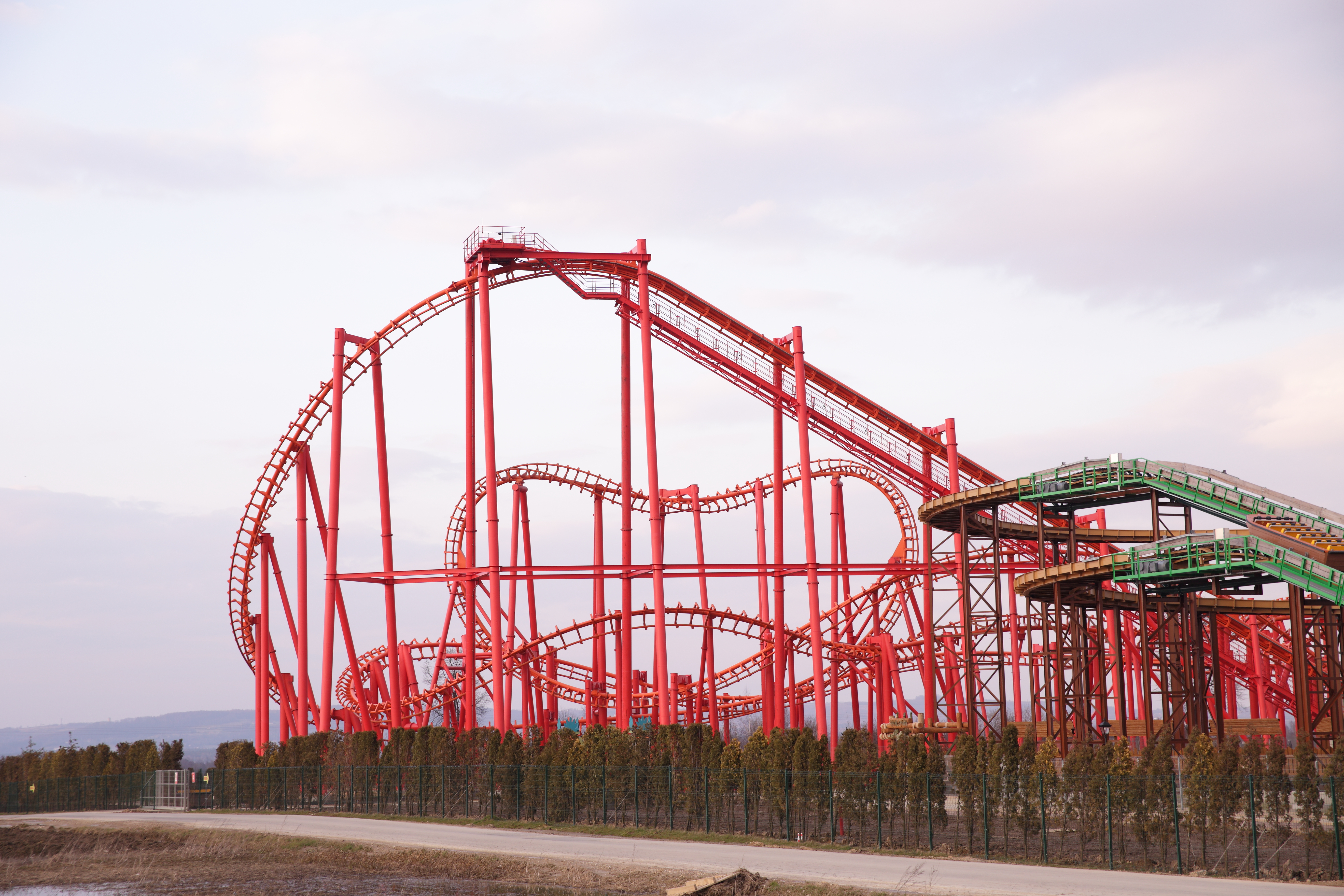
Mayan

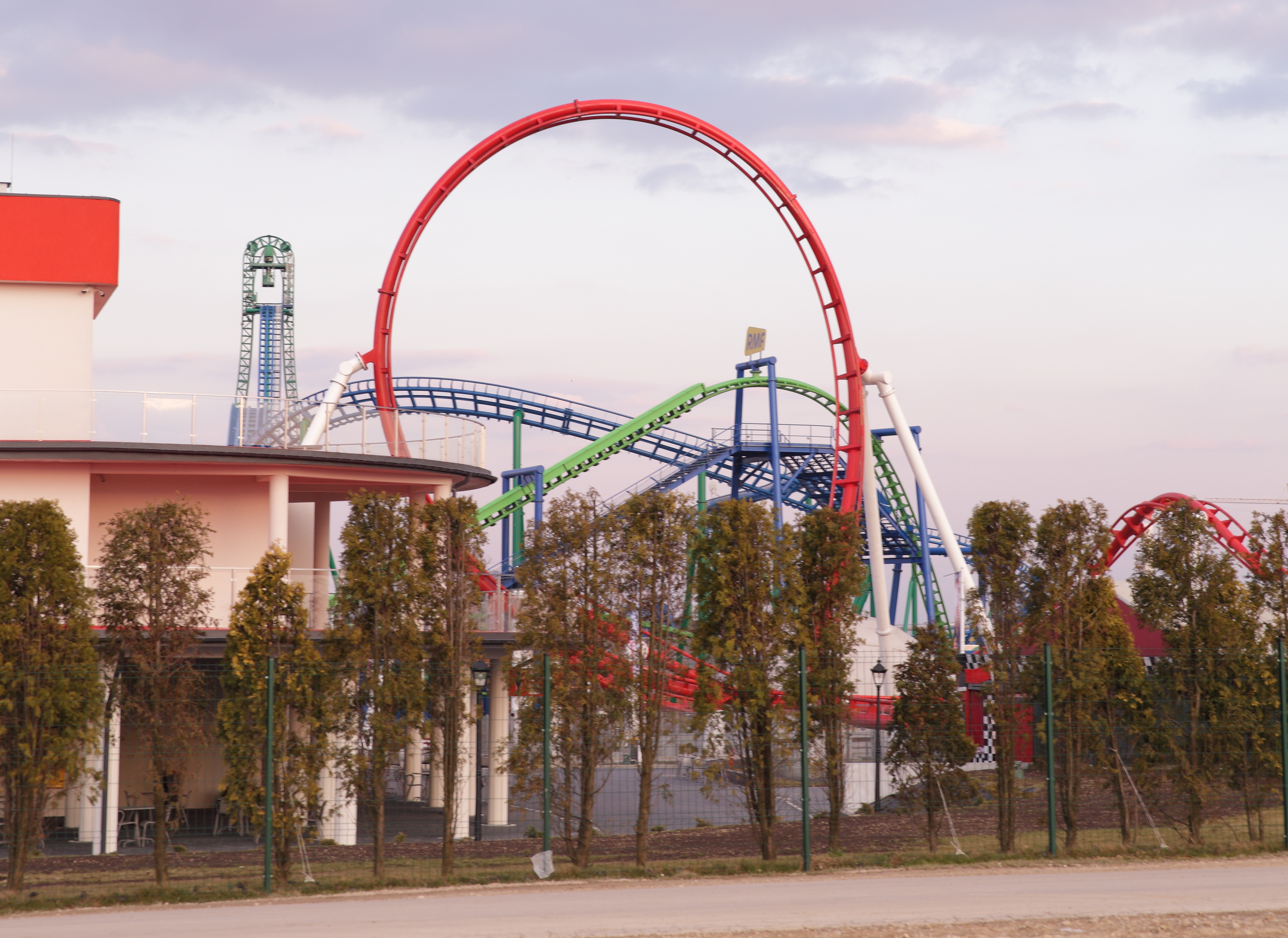
Formuła

| 43    | Mayan          | Американські гірки                   | Виробник: Vekoma Модель: підвісне петлею каботажне судно (689 м стандарт) Максимальна швидкість: 80 км/год Максимальна висота: 33.3 М | 2015          |
| 44    | Tsunami Drop   | Башта падіння                        | Виробник: SBF Visa Group Висота: 40 м                                                                                                 | 2014          |
| 45    | Viking         | Американські гірки                   | Виробник: SBF Visa Group Максимальна висота: 13 м Максимальна швидкість: 43 км/год Довжина треку: 320 м                               | 2014          |
| 46    | Apocalypto     | Топ-спін                             | Виробник: Fabbri Group Висота: 7,8 м                                                                                                  | 2014          |
| 47    | Aztec Swing    | Фризбі                               | Виробник: SBF Visa Group | 2014          |
| 48    | Space Gun      | Рейнджер                             | Виробник: SBF Visa Group Висота: 16 м Швидкість: 50 км/год                                                                            | 2014          |
| 49    | Space Booster  | Бустер                               | Виробник: Fabbri Group Висота: 40 м Швидкість: 100 км/год                                                                             | 2014          |
| 79    | Formuła        | Американські гірки                   | Виробник: Vekoma Модель: варп-простір (560м ЛСМ) Максимальна швидкість: 79.2 км/год Максимальна висота: 24.7 м Довжина треку: 560 м   | 2016          |
| 80    | Speed          | Американські гірки, водний атракціон | Виробник: Intamin Максимальна швидкість: 110 км/год Максимальна висота: 60 м                                                          | 2018          |
| 141   | Pepsi Hyperion | Американські гірки                   | Виробник: Intamin Максимальна швидкість: понад 142 км/год Максимальна висота: 77 м Довжина треку: 1450 м Кут падіння: 85°             | 2018          |

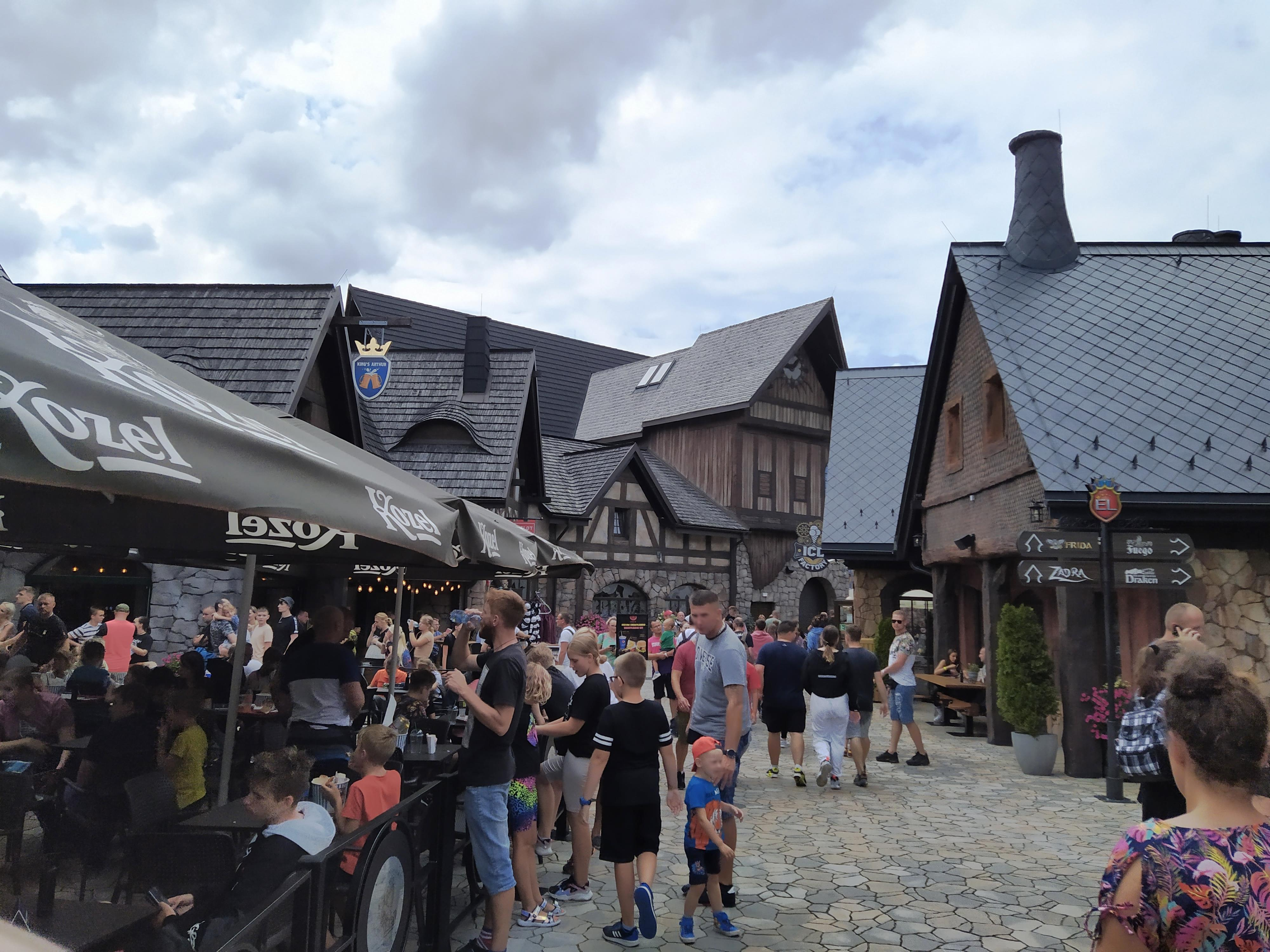
Smoczy Gród

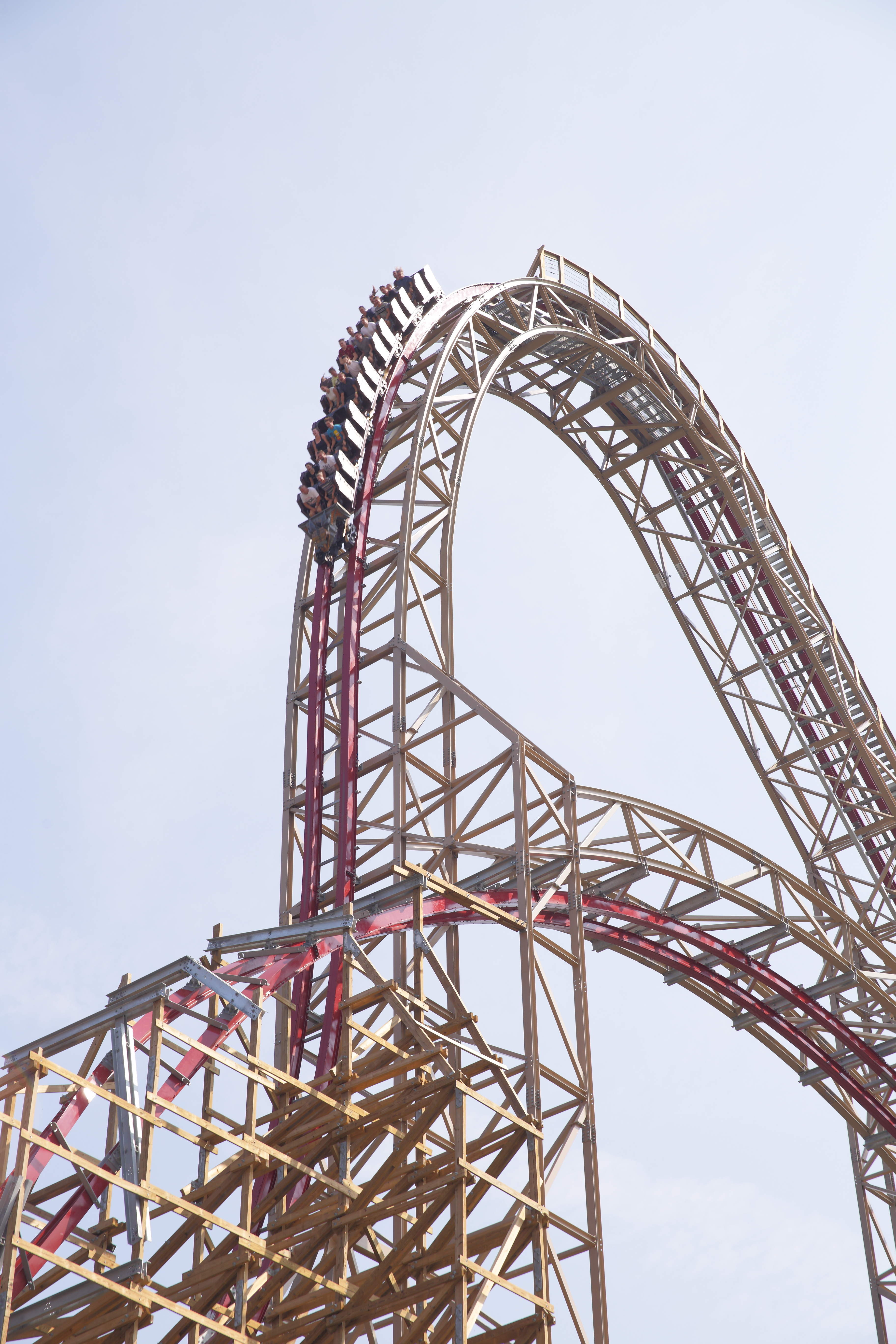
Zadra

### Dragon Zone
Тематична зона, побудована у 2019 році. Темою зони є Середньовіччя та повʼязані з ним легенди.

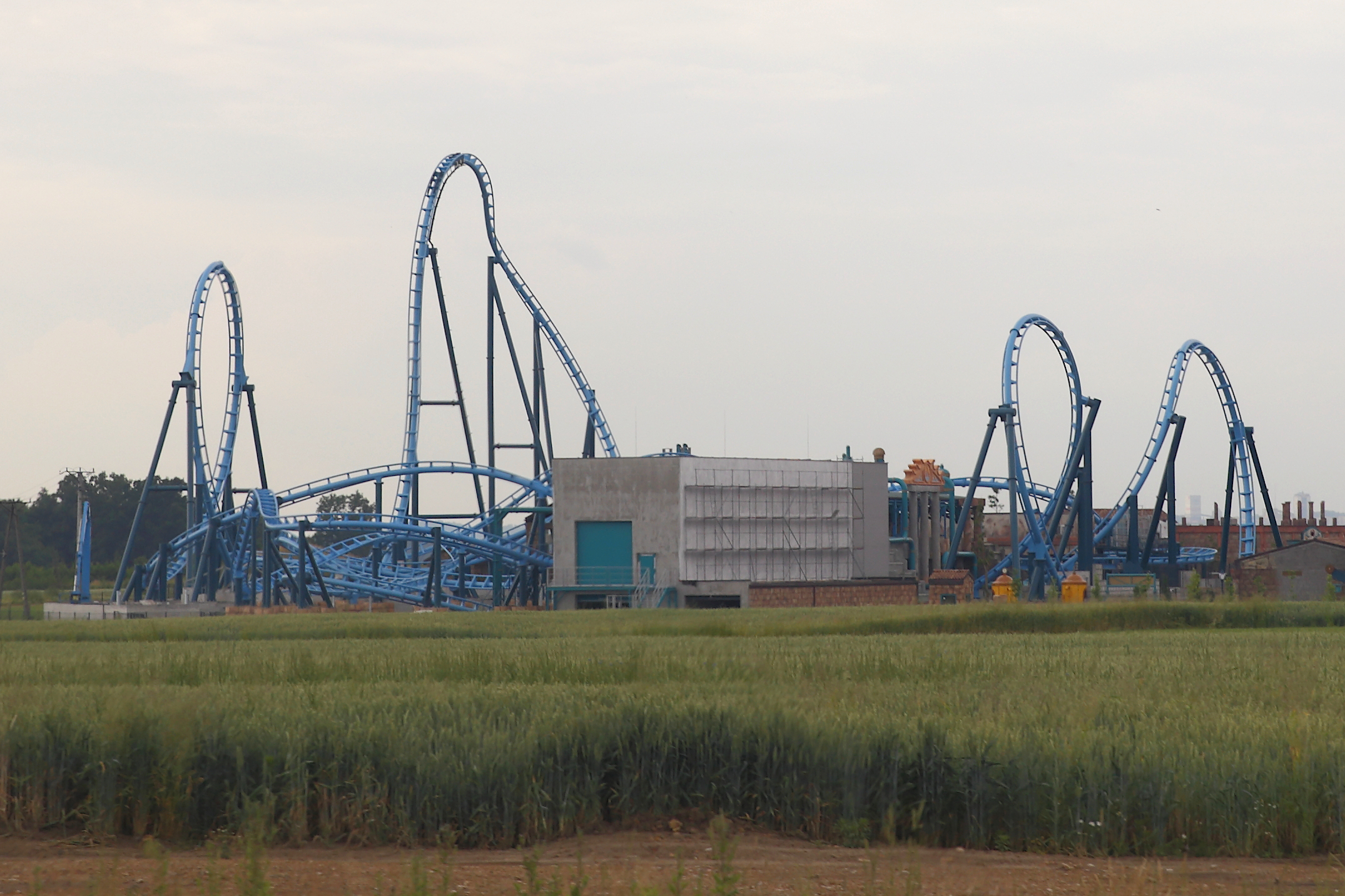
Abyssus

| Номер | Назва                    | Тип                | Деталі | Рік відкриття |
| ----- | ------------------------ | ------------------ | --- | ------------- |
| 153   | Dragon Adventure         | Трековий атракціон | Виробник: Preston & Barbieri Швидкість: 3,5 км/год Довжина: 270 м                                                                                  |               |
| 154   | Made in Małopolska Zadra | Американські гірки | Виробник: Rocky Mountain Constructions, Vekoma Максимальна швидкість: 121 км/год Максимальна висота: 63,8 м Кут падіння: 90° Довжина треку: 1316 м | 2019          |
| 155   | Draken                   | Американські гірки | Виробник: Preston & Barbieri Максимальна швидкість: 34,5 км/год Максимальна висота: 7,3 м Довжина: 140 м                                           | 2019          |
| 156   | Fuego                    | Карусель           | Виробник: Preston & Barbieri |               |
| 157   | Frida                    | Американські гірки | Виробник: Vekoma Максимальна швидкість: 44,6 км/год Максимальна висота: 13 м Довжина: 247 м                                                        | 2019          |
| 208   | Wonder Wheel             | Чортове колесо     | Виробник: Dutch Wheels Висота: 53 м Швидкість: 54 км/год                                                                                           | 2022          |

### Aqualantis
Зона, присвячена міфам давньої Греції, особливо повʼязаними з морями та Атлантидою. Відкрита у 2021 році.

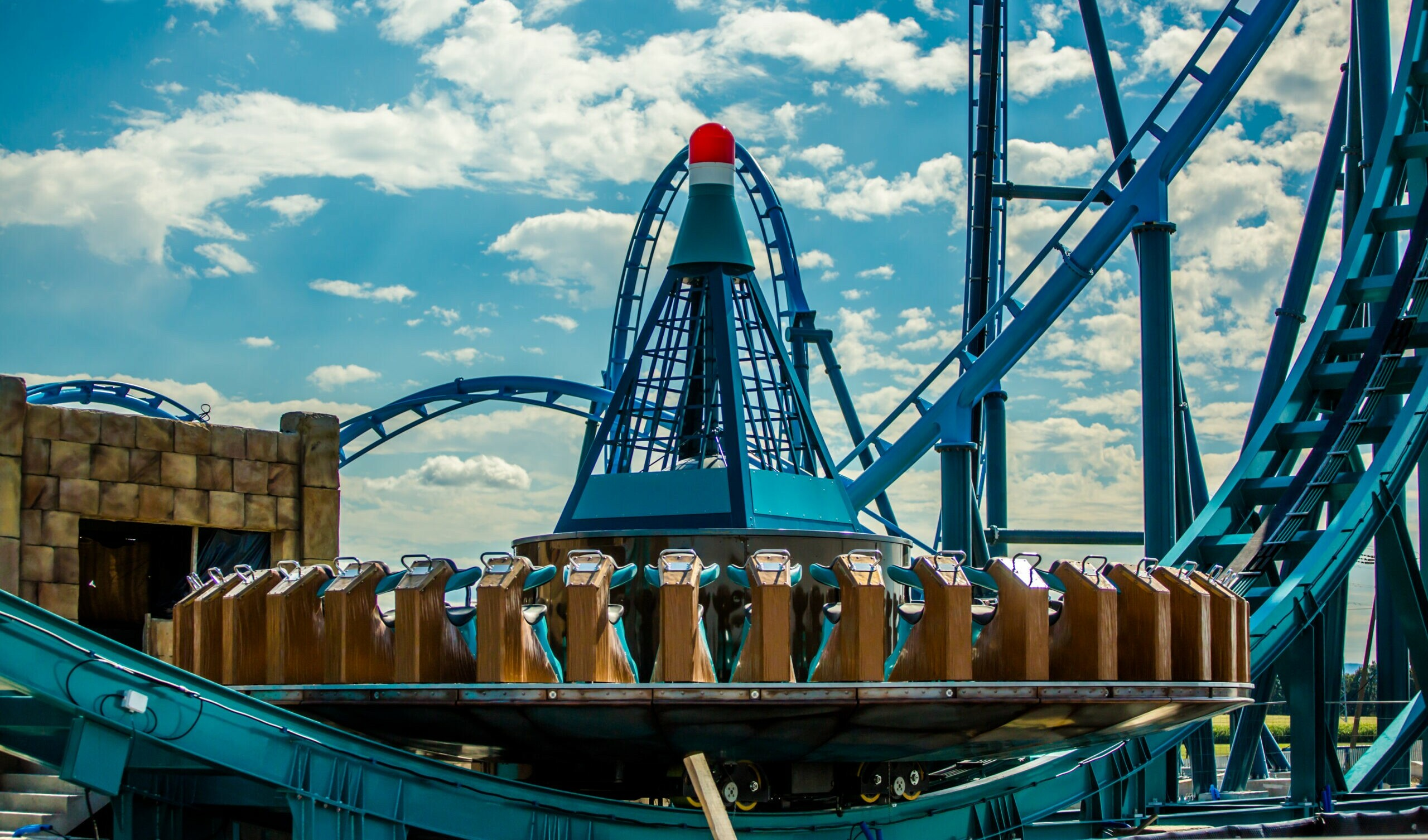
Tidal Wave Twister

| Номер | Назва                 | Тип                                      | Деталі                                                                                        | Рік відкриття |
| ----- | --------------------- | ---------------------------------------- | --------------------------------------------------------------------------------------------- | ------------- |
| 177   | Burning Engine        | Карусель, інтерактивний водний атракціон | Виробник: Zamperla                                                                            | 2021          |
| 178   | Stormy Ship           | Човник                                   | Виробник: Zamperla                                                                            | 2021          |
| 179   | Tidal Wave Twister    | Диск                                     | Виробник: Zamperla Швидкість: 51 км/год Довжина: 90 м                                         | 2021          |
| 180   | Submarine Dive        | Карусель                                 | Виробник: Zamperla                                                                            | 2021          |
| 181   | Grotto Expedition     | Трековий атракціон, водний атракціон     | Виробник: Technoform Швидкість: 3,5 км/год Довжина: 300 м                                     | 2021          |
| 182   | Ekipa Light Explorers | Шатлові американські гірки               | Виробник: Vekoma Максимальна швидкість: 60 км/год Максимальна висота: 24,2 м Довжина: 238 м   | 2021          |
| 184   | Abyssus               | Американські гірки                       | Виробник: Vekoma Максимальна швидкість: 100 км/год Максимальна висота: 38,5 м Довжина: 1316 м | 2021          |
| 185   | Magic Pump            | Педальна карусель                        | Виробник: Zamperla                                                                            | 2021          |
| 186   | Whirlpool Water Fight | Інтерактивний водний атракціон           | Виробник: Zamperla                                                                            | 2021          |

### Sweet Valley
Зона, відкрита у 2024 році. Присвячена кондитерським виробам.
| Номер | Назва                   | Тип                | Деталі                                                                                      | Рік відкриття |
| ----- | ----------------------- | ------------------ | ------------------------------------------------------------------------------------------- | ------------- |
| 215   | Fluff Choco Cheep Creek | Американські гірки | Виробник: Vekoma Максимальна швидкість: 55 км/год Максимальна висота: 16,5 Довжина: 1200    | 2024          |
| 216   | Twis'tea                | Чашечки            | Виробник: Zamperla                                                                          |               |
| 217   | Candy Carousel          | Карусель           | Виробник: SBF                                                                               |               |
| 218   | Bon Bon Baloon          | Карусель           | Виробник: Zamperla                                                                          | 2024          |
| 219   | Candy Critters          | Карусель           | Виробник: Gosseto                                                                           |               |
| 220   | Mini Track' Tour Ride   | Трековий атракціон | Виробник: Zamperla Довжина: 150 м                                                           | 2024          |
| 221   | Crazy Barn              |                    | Виробник: Zamperla                                                                          |               |
| 223   | Bumble Boats            | Водний атракціон   | Виробник: Zamperla                                                                          |               |
| 224   | Nacomi Honey Harbour    | Американські гірки | Виробник: Vecoma Максимальна швидкість: 46 км/год Максимальна висота: 11,7 м Довжина: 254 м | 2024          |

### Water Park
Аквапарк був відкритий у 2016 році та складається з чотирьох комплексів гірок та басейнів:
- Bamboo Bay
- Tropical Fun
- Exotic Island
- Water Park

## Нещасні випадки
- 16 серпня 2016 року 37-річний працівник парку загинув, намагаючись дістати телефон туриста з треку атракціона Pepsi Hyperion.[102]
- 13 червня 2019 року троє відвідувачів парку постраждали, коли блискавка вдарила в будівлю ресторану біля басейну.[103]